# Hostal Castell
L'Hostal Castell és una masia d'Arbúcies (Selva) inclosa a l'Inventari del Patrimoni Arquitectònic de Catalunya.

## Descripció
Es tracta d'una antiga masia que va ser convertida en hostal la qual cosa significà una ampliació per la part posterior tot i mantenir elements originals. És de planta rectangular amb dos pisos i golfes, vessants a laterals i cornisa catalana. La porta principal és adovellada amb arc de mig punt i es troba flanquejada per dues portes d'arc rebaixat emmarcades amb pedra granítica. Totes presenten una reixa de ferro que les protegeix.
Al primer pis hi ha tres finestres quadrangulars també amb llinda, brancals i ampit motllurat. La finestra central té una inscripció i la data de 1623 a la llinda. Per damunt, un ull de bou emmarcat amb pedra és l'obertura de les golfes. A l'esquerra hi ha una portalada de fusta amb arc de mig punt, protegida per una petita teulada que dona accés al garatge i un pati. Aquest afegit s'adossa a la façana lateral de Can Torrent. Pel que fa a la façana lateral dreta, es pot veure l'ampliació que es va fer quan varen convertir la masia en hostal. Les primeres finestres són emmarcades en pedra, i la resta, al llarg de tota la façana, són obertures simples, fruit d'una nova construcció. L'edifici es troba enmig del carrer del Castell, un dels barris vells del poble, i al davant hi ha una petita plaçeta.

## Història
Antigament, l'Hostal Castell era Can Picolives, una masia on tenien premsa d'oli, d'aquí ve el nom, era de la família Bosch de la qual pertanyia l'artista escultor amb pseudònim “Piculives”. Hi havia hagut l'estanc i la taverna de Can Picolives, molt frequentada, ja que l'antic propietari, el Sr. Bosch era el Sercretari de l'Ajuntament. La família Marcús va comprar la masia i la va convertir en hostal, des de llavors fins a l'any 2004 va funcionar com a tal a temporades i passant per diversos amos. Finalment, l'any 2005 ha passat a mans de Margarida Colomer qui possiblement adaptarà l'edifici per fer habitatges. Un projecte que està pendent.